# Haus Horst (Bocholt)
Haus Horst, auch Haus Holtwick, war ein klassizistisches Herrenhaus und Landgut in Holtwick bei Bocholt.

## Geschichte
Seit dem 16. Jahrhundert wurde für die Bauerschaft Holtwick ein adeliges Haus Horst erwähnt. Ab 1802 im Besitz des Bocholter Unternehmers und salmischen Hofkammerrats Anton Diepenbrock, dann bis etwa 1810 verpachtet an den Obristleutnant und Landwirt Friedrich Wilhelm von Hamelberg (1749–1834), später Herrn auf dem benachbarten Haus Heidefeld, wurde es seit 1816 von Diepenbrock und seiner Familie ständig bewohnt. Der spätere Breslauer Fürstbischof Kardinal Melchior von Diepenbrock verbrachte dort ebenso seine Kindheit wie seine Geschwister, der Offizier und Schriftsteller Conrad Joseph Diepenbrock und die Krankenhausstifterin Apollonia Diepenbrock. Im November 1818 besuchte der katholische Theologe und spätere Bischof von Regensburg Johann Michael Sailer das Haus. Gäste des Hauses waren ferner die romantischen Dichter Clemens Brentano, ein Jenaer Kommilitone von Diepenbrocks Schwiegersohn Hans von Bostel, und Luise Hensel, eine Freundin Brentanos. Das zweigeschossige Herrenhaus mit Walmdach und fünfachsiger Hauptfassade (vier seitlich angeordnete Fensterachsen und eine mittige Portalachse mit darüber befindlichem französischen Fenster) wurde 1836 verkauft und ab 1841 restlos abgebrochen. Zu Beginn des 19. Jahrhunderts umfasste das Landgut 300 Magdeburger Morgen.
Der altkatholische Theologe Joseph Hubert Reinkens, ein Biograf Melchior von Diepenbrocks, beschrieb das Anwesen 1881 wie folgt:

„Wer im Anfang dieses Jahrhunderts von der Stadt Bocholt kommend die zunächst nordwestlich laufende, von dort nach den Niederlanden führende Chaussee verfolgte, erreichte nach einer Viertelstunde die südöstliche Grenze des adeligen Gutes Horst, das von jener Kunststraße seiner ganzen Länge nach durchschnitten ward. Die durch zwei Buchenreihen belebte Straße schied die nordöstliche gelegenen Fruchtfelder mit den angrenzenden Pachthöfen von den südwestlich befindlichen Holzungen. In der Nähe der Stelle, wo sie mittels einer Brücke den Holtwicker Bach überschritt, lag eine dem Gute zugehörige Kornmühle. Während der die ganze Kornsaat von Horst durchschlängelnde Bach abwärts der Mühle noch mehrere Grundstücke des Gutes bespülte und die Chaussee durch dessen fernere Theile sich hinzog, lud in nordöstlicher Richtung eine üppige Pappelallee mit ihren wohlthuenden Schatten zum Eintritt ein. Da sah man bald die freundliche Gärtnerwohnung und ausgedehnte prächtige Gärten. An diesen vorüber führte die Allee zum Herrenhause, welches über dem Hauptthore die Inschrift trug: ‚Der Friede des Herrn sei mit diesem Hause!‘ Dieses Wohnhaus mit seinen Oekonomie- und Nebengebäuden sammt Hofraum war von einem fischreichen breiten Wassergraben umgeben und bildete so mit vielem Grün und Blumen eine liebliche Insel. Das zweistöckige Haus enthielt außer vielen wohnlichen Zimmern und praktischen Räumen auch eine geschmackvoll und sinnig ausgestattete Hauskapelle. Vor dem Eingang aber in dem mit schönen Statuen geschmückten Hofraum war ein gar trauliches, zum Ausruhen einladendes Plätzchen. Dort beschatteten nämlich einen Tisch mit freundlichen Sitzen zwei große, mit ihren Zweigen bis zur Erde herabreichende Linden. Jenseits des Wassergrabens aber war die, zum friedlichen und glücklichen Familienleben wie geschaffene, Insel ringsrum von ausgedehnten, mit unleugbarem Schönheitssinn angelegten Gärten umgeben. Da waren Zier-, Obst- und Gemüsegärten, die für Auge und Mund alles in Fülle darboten. Der den Garten sich anschließende einen Fischweiher umfassende Park bot den Besuchern viele schattige, kühle Spaziergänge. Die darin befindliche Kuppel bildete einen zu Studien, Lektüre, stillen Gedankengängen und Träumen herrlichen Punkt. Nur der Gesang der reichlich hier vertretenen Waldbewohner, im Frühjahr besonders Finken und Nachtigallen, später Goldamseln, unterbrach die feierliche Ruhe.“